# Томаш Пекгарт
То́маш Пе́кгарт (чеськ. Tomáš Pekhart, нар. 26 травня 1989, Сушиці) — чеський футболіст, нападник польської «Легії» та національної збірної Чехії.

## Клубна кар'єра
Вихованець юнацьких команд футбольних клубів «Сушиці», «Клатови» та «Славія» (Прага).
2006 року продовжив займатися футболом в Англії, в академії клубу «Тоттенгем Готспур». Пробитися до основної команди «Тоттенгема» гравцеві не вдалося, натомість перший досвід дорослого футболу Пекгарт здобував у 2008—2009 роках, виступаючи на умовах оренди спочатку в англійському «Саутгемптоні», а згодом на батьківщині, у складі празької «Славії».
2010 року перейшов до складу чеського клубу «Яблонець», першу половину 2011 року провів в оренді у празькій «Спарті». До складу німецького «Нюрнберга» приєднався в липні 2011 року.

## Виступи за збірні
2004 року дебютував у складі юнацької збірної Чехії, взяв участь у 28-ми іграх на юнацькому рівні, відзначившись 9-ма голами.
Протягом 2007—2011 років залучався до складу молодіжної збірної Чехії. На молодіжному рівні зіграв у 38-ми офіційних матчах, забивши 19 голів.
2010 року дебютував в офіційних матчах у складі національної збірної Чехії. Наразі провів у формі головної команди країни 26 матчів.

## Титули і досягнення
- Володар Кубка Греції (1):

АЕК: 2015-16
- Володар Суперкубка Ізраїлю (1):

«Хапоель» (Беер-Шева): 2017
- Чемпіон Польщі (2):

«Легія»: 2019-20, 2020-21
- Володар Кубка Польщі (2):

«Легія»: 2022-23, 2024-25
- Володар Суперкубка Польщі (1):

«Легія»: 2023
- Найкращий бомбардир Чемпіонату Польщі (1):

«Легія»: 2020-21